# Équipe unifiée d'Allemagne
Pour les articles homonymes, voir EUA.
Les athlètes d'Allemagne de l'Est et d'Allemagne de l'Ouest ont concouru ensemble dans une Équipe unifiée d'Allemagne (code CIO : EUA) aux Jeux olympiques d'été et d'hiver :
- 1956 à Cortina d'Ampezzo et Melbourne
- 1960 à Squaw Valley et Rome
- 1964 à Innsbruck et Tokyo

## Historique
En été 1956, les athlètes de la Sarre avaient également rejoint cette équipe, car à l'époque, cet État n'avait pas encore rejoint la République fédérale d'Allemagne. Auparavant, la Sarre avait participé indépendante aux Jeux olympiques de 1952.
Comme le CIO ne reconnaissait alors comme comité olympique allemand que celui de la RFA (Allemagne de l'Ouest), le comité non reconnu de la RDA (Allemagne de l'Est) refusa d'envoyer ses athlètes participer dans une équipe commune aux Jeux olympiques de 1952. Les représentants de la RDA acceptèrent en revanche pour les Jeux olympiques de 1956. Pour la composition de cette équipe commune en 1956, les comités olympiques nationaux d'Allemagne et de la RDA ont reçu du CIO le trophée Alberto-Bonacossa deux ans après ces Jeux.
De 1956 à 1964, les athlètes de l'Équipe unifiée d'Allemagne concouraient sous le sigle GER. Le CIO le modifia rétroactivement en EUA (du français « Équipe unifiée d'Allemagne »).
Des compétitions avaient lieu entre l'Est et l'Ouest pour la sélection et la qualification des athlètes. Ces places étaient très convoitées même si les restrictions de voyages vers les sites des Jeux étaient difficiles.
En 1965, quatre ans après l'érection du mur de Berlin, le CIO mit fin à l'Équipe unifiée. Ainsi les Jeux olympiques d'hiver et d'été de 1968 ont vu la participation de deux équipes allemandes distinctes, mais qui partageaient toutefois encore la même bannière (tricolore avec les anneaux olympiques) et l'Ode à la joie de Beethoven comme hymne.
Dans les rapports officiels des Jeux de 1968 en français et en anglais, l'équipe de RFA est mentionnée en tant que « Allemagne », avec l'abréviation ALL (Allemagne) à Grenoble et ALE (Alemania) à Mexico, tandis que l'équipe de la RDA est mentionnée en tant que « Allemagne de l'Est » (ADE).
Aux Jeux olympiques de 1972, la distinction des deux équipes séparées était désormais totale, avec l'utilisation des drapeaux et des hymnes propres à chaque nation. Cette nouvelle période de l'histoire allemande aux Jeux olympiques dura jusqu'à la disparition de la RDA lors de la réunification allemande en 1990.

### En dehors des Jeux olympiques
Une équipe rassemblant des athlètes d'Allemagne de l'Ouest et de l'Est a également concouru sous l'égide de l'Équipe unifiée d'Allemagne à l'occasion d'autres événements sportifs.
Ainsi, au handball, une équipe unifiée composée à la fois de joueurs de l'Allemagne de l'Ouest et de l'Est a été alignée au cours de plusieurs championnats du monde, notamment à l'occasion des compétitions masculines en 1958 (troisième) et 1961 (quatrième) ou encore à l'occasion du Championnat du monde de handball à onze en 1959. Chez les femmes, si une équipe unifiée a été présentée au Championnat du monde à onze en 1960, seule l'Allemagne de l'Ouest a participé aux championnats du monde en 1957 (quatrième) et en 1962 (huitième), les Est-Allemandes ayant été éliminé par les Ouest-Allemandes lors des qualifications en 1962. À noter le handball n'apparaît aux Jeux olympiques qu'en 1972 chez les hommes et en 1976 chez les femmes.

## Tableau des médailles

### Par année
| Année | Médaille d'or, Jeux olympiques | Médaille d'argent, Jeux olympiques | Médaille de bronze, Jeux olympiques | Total |
| 1956  | 6                              | 13                                 | 7                                   | 26    |
| 1960  | 12                             | 19                                 | 11                                  | 42    |
| 1964  | 10                             | 22                                 | 18                                  | 50    |
| Total | 28                             | 54                                 | 36                                  | 118   |

| Année | Médaille d'or, Jeux olympiques | Médaille d'argent, Jeux olympiques | Médaille de bronze, Jeux olympiques | Total |
| 1956  | 1                              | 0                                  | 1                                   | 2     |
| 1960  | 4                              | 3                                  | 1                                   | 8     |
| 1964  | 3                              | 3                                  | 3                                   | 9     |
| Total | 8                              | 6                                  | 5                                   | 19    |

### Par sport
| Place | Sport            | Médaille d'or, Jeux olympiques | Médaille d'argent, Jeux olympiques | Médaille de bronze, Jeux olympiques | Total |
| 1     | Équitation       | 5                              | 5                                  | 4                                   | 14    |
| 2     | Athlétisme       | 4                              | 18                                 | 8                                   | 30    |
| 3     | Canoë-Kayak      | 4                              | 5                                  | 2                                   | 11    |
| 4     | Aviron           | 4                              | 4                                  | 1                                   | 9     |
| 5     | Plongeon         | 3                              | 1                                  | 0                                   | 4     |
| 6     | Natation         | 1                              | 5                                  | 6                                   | 12    |
| 7     | Lutte            | 1                              | 5                                  | 3                                   | 9     |
| 8     | Cyclisme         | 1                              | 4                                  | 2                                   | 7     |
| 9     | Boxe             | 1                              | 3                                  | 2                                   | 6     |
| 10    | Escrime          | 1                              | 1                                  | 2                                   | 4     |
| 11    | Gymnastique      | 1                              | 1                                  | 1                                   | 3     |
| 11    | Voile            | 1                              | 1                                  | 1                                   | 3     |
| 13    | Tir              | 1                              | 0                                  | 1                                   | 2     |
| 14    | Judo             | 0                              | 1                                  | 1                                   | 2     |
| 15    | Football         | 0                              | 0                                  | 1                                   | 1     |
| 15    | Hockey sur gazon | 0                              | 0                                  | 1                                   | 1     |
| Total | Total            | 28                             | 54                                 | 36                                  | 118   |

| Place | Sport               | Médaille d'or, Jeux olympiques | Médaille d'argent, Jeux olympiques | Médaille de bronze, Jeux olympiques | Total |
| 1     | Luge                | 2                              | 2                                  | 1                                   | 5     |
| 2     | Ski alpin           | 2                              | 1                                  | 2                                   | 5     |
| 3     | Patinage artistique | 1                              | 2                                  | 0                                   | 3     |
| 4     | Patinage de vitesse | 1                              | 1                                  | 0                                   | 2     |
| 5     | Saut à ski          | 1                              | 0                                  | 1                                   | 2     |
| 5     | Combiné nordique    | 1                              | 0                                  | 1                                   | 2     |
| Total | Total               | 8                              | 6                                  | 5                                   | 19    |

## Sportifs les plus médaillés
Le record du nombre de médailles remporté pour le compte de l'Équipe unifiée d'Allemagne est détenu par le cavalier Hans Günter Winkler, la plongeuse Ingrid Krämer, le lutteur Wilfried Dietrich et le nageur Hans-Joachim Klein, qui ont chacun remporté quatre médailles.
| Nom                        | Sport               | Jeux           | Médaille d'or, Jeux olympiques | Médaille d'argent, Jeux olympiques | Médaille de bronze, Jeux olympiques | Total |
| Hans Günter Winkler        | Équitation          | 1956-1960-1964 | 4                              | 0                                  | 0                                   | 4     |
| Ingrid Krämer              | Plongeon            | 1960-1964      | 3                              | 1                                  | 0                                   | 4     |
| Wilfried Dietrich          | Lutte               | 1956-1960-1964 | 1                              | 2                                  | 1                                   | 4     |
| Hans-Joachim Klein         | Natation            | 1964           | 0                              | 3                                  | 1                                   | 4     |
| Karl-Heinrich von Groddeck | Aviron              | 1956-1960-1964 | 1                              | 2                                  | 0                                   | 3     |
| Therese Zenz               | Canoë-kayak         | 1956-1960      | 0                              | 3                                  | 0                                   | 3     |
| Armin Hary                 | Athlétisme          | 1960           | 2                              | 0                                  | 0                                   | 2     |
| Fritz Thiedemann           | Équitation          | 1956           | 2                              | 0                                  | 0                                   | 2     |
| Klaus Bittner              | Aviron              | 1960-1964      | 1                              | 1                                  | 0                                   | 2     |
| Günter Perleberg           | Canoë-kayak         | 1960-1964      | 1                              | 1                                  | 0                                   | 2     |
| Friedhelm Wentzke          | Canoë-kayak         | 1960-1964      | 1                              | 1                                  | 0                                   | 2     |
| Harry Boldt                | Équitation          | 1956           | 1                              | 1                                  | 0                                   | 2     |
| Hermann Schridde           | Équitation          | 1956           | 1                              | 1                                  | 0                                   | 2     |
| Helga Haase                | Patinage de vitesse | 1960           | 1                              | 1                                  | 0                                   | 2     |
| Michel Scheuer             | Canoë-kayak         | 1956           | 1                              | 0                                  | 1                                   | 2     |
| Heidi Schmid               | Escrime             | 1960-1964      | 1                              | 0                                  | 1                                   | 2     |
| Josef Neckermann           | Équitation          | 1960-1964      | 1                              | 0                                  | 1                                   | 2     |
| Georg Thoma                | Combiné nordique    | 1960-1964      | 1                              | 0                                  | 1                                   | 2     |
| August Lütke-Westhues      | Équitation          | 1956           | 0                              | 2                                  | 0                                   | 2     |
| Christa Stubnick           | Athlétisme          | 1956           | 0                              | 2                                  | 0                                   | 2     |
| Hans Grodotzki             | Athlétisme          | 1960           | 0                              | 2                                  | 0                                   | 2     |
| Carl Kaufmann              | Athlétisme          | 1960           | 0                              | 2                                  | 0                                   | 2     |
| Jutta Heine                | Athlétisme          | 1960           | 0                              | 2                                  | 0                                   | 2     |
| Achim Hill                 | Aviron              | 1960-1964      | 0                              | 2                                  | 0                                   | 2     |
| Hans-Jürgen Bäumler        | Patinage artistique | 1960-1964      | 0                              | 2                                  | 0                                   | 2     |
| Marika Kilius              | Patinage artistique | 1960-1964      | 0                              | 2                                  | 0                                   | 2     |
| Liselott Linsenhoff        | Équitation          | 1956           | 0                              | 1                                  | 1                                   | 2     |
| Gisela Köhler              | Athlétisme          | 1956-1960      | 0                              | 1                                  | 1                                   | 2     |
| Gustav-Adolf Schur         | Cyclisme sur route  | 1956-1960      | 0                              | 1                                  | 1                                   | 2     |
| Lothar Metz                | Lutte               | 1956-1960-1964 | 0                              | 1                                  | 1                                   | 2     |
| Gerhard Hetz               | Natation            | 1964           | 0                              | 1                                  | 1                                   | 2     |
| Helga Mees                 | Escrime             | 1964           | 0                              | 1                                  | 1                                   | 2     |
| Holger Zander              | Canoë-kayak         | 1964           | 0                              | 1                                  | 1                                   | 2     |
| Ursel Brunner              | Natation            | 1960           | 0                              | 0                                  | 2                                   | 2     |
| Fritz Ligges               | Équitation          | 1960-1964      | 0                              | 0                                  | 2                                   | 2     |